# 食品中的蘇丹紅
苏丹红是一种禁止作为食品添加剂的染料。2005年，欧盟在食品中发现了苏丹红成分；后在部分國家及地區的许多食品中发现了苏丹红成分，因此引发了有关食品安全方面的讨论。

## 背景
因成本低廉，颜色鲜艳夺目，苏丹族染料曾被广泛用于布匹、食品和其他产品的着色。因健康风险，1918年起，美国禁止将苏丹族染料用于部分食品，但此时全球仍将苏丹1号广泛用于人造奶油、糖果和蛋糕。1995年，英国和欧盟根据动物实验结果，宣布苏丹1号禁止用作食品添加剂。南非于1996年禁止食品中使用苏丹红。
虽然在直接注射入动物的实验中显示苏丹1号可能造成动物的肝脏、肾脏损伤，但相关实验结果及人体食用是否可能增加癌症风险仍存疑议。
在辣椒及辣椒制品中，使用极少量的苏丹红，可以为产品着色。因辣椒粉的价格与其颜色有密切关系，不法商贩可能在其中加入苏丹红以提升售价，进而使其他食品中含有苏丹红。
2003年5月9日，法国报告发现进口的辣椒粉中含有苏丹一号成分，随后欧盟向成员国发出警告，要求各成员国自2003年6月17日起禁止进口含有苏丹一号的辣椒产品。2004年6月12日，英国食品标准署同时发出了两个警告，称Laziza International和Epicure Chilli Beans的辣椒酱产品中发现含有苏丹一号和苏丹四号染料。

## 相關食品安全事件

### 法国
2003年5月，法国发现了掺入苏丹红的辣椒产品，此后全球多地的食品部门开始监测受苏丹红污染的食品。

### 欧洲
2005年2月2日，英国第一食品公司（Premier Foods）向英国环境卫生部门报告，该公司2002年从印度进口的5吨辣椒粉中含有苏丹一号染料，并且已经生产为辣椒酱等调料销往众多下游食品商。2月18日英国食品标准署确认了这个污染，并追查了使用Premier Foods公司供应的原料的食品商，分四批列举了575种含有苏丹一号的食品，并警告消费者不要冒险食用以减少可能导致癌症的几率，同时要求这些食品必须在2月24日12时之前在监督下从货架上全部撤除，对已销售的清单上的产品需要提供无条件退货。此事构成英国史上最大规模的食品召回事件，并促使英国食品标准局成立由英国食品行业专家组成的食品突发事件应急小组。有预计称损失可能达上亿英镑。

### 南非
2005年、2007年，南非在零售渠道下架了许多被发现含苏丹红的产品。

### 中华人民共和国
在英国发出食品警告后，2005年2月23日，中华人民共和国国家质量监督检验检疫总局发布《关于加强对含有苏丹红（一号）食品检验监管的紧急通知》，要求清查在国内销售的食品（特别是进口食品），防止含有苏丹红一号的食品被销售及食用。
3月29日，国家质检总局和国家标准委联合发布《食品中苏丹红染料的检测方法———高效液相色谱法》国家标准，发布之日起实施。标准结合中国实际情况，解决了外国检测标准的适用性和操作成本问题，适用于含有苏丹红一号至四号等添加剂的化学原料，标准也使食品检测机构有法可依。
2005年4月4日，中华人民共和国卫生部公告指明禁止将苏丹红作为食品添加剂使用，并发布《苏丹红危险性评估报告》。
2005年3月下旬，北京市抽取食品样本2216件，检出含苏丹红样品25件（种），相关食品原料、产品被现场查封和下架。
2005年4月5日，中国大陆开展专项检查后宣布，在30家生产企业的88种食品及添加剂中发现含有苏丹红。检出的食品及原料被要求一律收回和销毁。
其中2005年3月4日，亨氏辣椒酱被检出“苏丹红一号”，源头为广州田洋公司。3月15日，肯德基产品调料中检出苏丹红1号，百胜中国随即公开发表致歉信并宣布16日起停止售卖检出的两款产品，销毁剩余调料、更换调料供应商，随后也有其他几款肯德基产品的调料检出苏丹红。3月23日，涉事产品整改和检验完成，全国恢复销售。4月6日，《焦点访谈》报道称，所有肯德基调料中的苏丹红一号可追溯至广东田洋公司，其以工业原料冒充食品增色剂，被其他调味品公司用于辣椒粉加工。
2005年3月6日，广东田洋食品有限公司老板交待，其产品“辣椒红一号”添加有油溶黄、油溶红这两种化工染料，油溶黄经化验确认为苏丹红一号。田洋公司2002年起开始添加这些染料，两年间产品凭鲜艳色泽击败众多对手，辣椒红一号月销量高达10万吨。

## 影响与观点
2005年英国的苏丹红污染食品事件中，英国食品标准管理局一方面被批评行动迟缓——发现存在污染的一年半后发出大规模召回令，另一方面被批评“大惊小怪”——没有将精力放于后果更严重的超市食物食源性致病菌污染，并且苏丹红污染事件导致食品业和保险业的巨额损失。
2005年3月，英国首相托尼·布莱尔对媒体称，英国公众对“苏丹一号”色素污染食品事件正经历不必要的过度恐慌，并正在将巨大财力投入小概率的食品安全风险防范。
2005年4月4日，中华人民共和国卫生部公告指出，“苏丹红诱发动物肿瘤的剂量远远高于人体可能摄入量，因此偶然摄入含有少量苏丹红的食品对人体造成危害的可能性较小，但如果长期大剂量摄入会增加人体致癌的危险。”